# Paolo Gualdo
Paolo Gualdo (Vicenza, 25 luglio 1553 – Padova, 16 ottobre 1621) è stato un prete, letterato ed erudito italiano, amico di Galilei .

## Biografia
Gualdo si laureò a Padova in utroque iure il 10 maggio 1581. Nel 1582 a Roma fu nominato "segretario dei memoriali" da papa Urbano VII e ricoprì questa carica sino alla morte del pontefice. Prese dimora a Padova da dove si trasferiva spesso a Roma. Nel 1596 fu nominato vicario generale dal vescovo Marco Cornaro  che gli attribuì la carica di arciprete della cattedrale di Padova.
Gualdo, amico di Caravaggio , Palladio e Tasso, dotato di una ricca biblioteca  e che aveva «buonissima vena di compor versi in lingua rustica Padovana», fu autore di due notevoli biografie: una dell'umanista Gian Vincenzo Pinelli  e un'altra di Andrea Palladio 

### L'amicizia con Galilei
Il rapporto amichevole con Galilei, che pure Gualdo, forse per prudenza, non nominò mai nel suo diario, si sviluppò a Padova nella casa di Gian Vincenzo Pinelli ma era nato, come testimonia lo scambio di lettere dal 1610 al 1620, quando lo scienziato pisano si era trasferito a Firenze da dove scriveva a Gualdo per informarsi delle novità nello Studio di Padova. L'arciprete il 6 maggio 1611 informava Galilei che tra coloro che si rifiutarono dell'osservazione con il telescopio vi fosse anche Cremonini:
Della corrispondenza con Galilei 12 lettere sono di Gualdo e 4 di Galilei che forse trascurava di rispondere . Gualdo si lamentò con Galilei delle scarse risposte alle sue lettere e lo invitò ad avere: «...di grazia un occhiale per mirare noi altri suoi servitori»  e gli rimproverò ingratitudine chiedendogli «onde tanto silenzio? è possibile che V.S. si sia affatto scordata di questi paesi?» ; e tuttavia Gualdo continuò a comportarsi da amico quando scriveva a Galilei consigliandogli una maggiore prudenza per non compromettere le sue scoperte e invitandolo nel 1618: 

## Opere
- (LA) Paolo Gualdo, Vita Ioannis Vincentii Pinelli, Patricii Genuensis, Augustae Vindelicorum, Ad insigne pinus, 1607. URL consultato il 30 marzo 2019.